# Momoria atra
Momoria atra är en insektsart som beskrevs av Baker 1900. Momoria atra ingår i släktet Momoria och familjen dvärgstritar. Inga underarter finns listade i Catalogue of Life.